# Jeffrey Gouweleeuw
Jeffrey Gouweleeuw (Heemskerk, 10 de julho de 1991) é um futebolista profissional neerlandês que atua como zagueiro.

## Carreira
Jeffrey Gouweleeuw começou a carreira no Heerenveen.

## Títulos
AZ
- Supercopa dos Países Baixos: 2013 (Vice-campeão)[1]